# Liste der Kulturgüter in St. Stephan
Die Liste der Kulturgüter in St. Stephan enthält alle Objekte in der Gemeinde St. Stephan im Kanton Bern, die gemäss der Haager Konvention zum Schutz von Kulturgut bei bewaffneten Konflikten, dem Bundesgesetz vom 20. Juni 2014 über den Schutz der Kulturgüter bei bewaffneten Konflikten sowie der Verordnung vom 29. Oktober 2014 über den Schutz der Kulturgüter bei bewaffneten Konflikten unter Schutz stehen.
Objekte der Kategorie A sind im Gemeindegebiet nicht ausgewiesen, Objekte der Kategorie B sind vollständig in der Liste enthalten, Objekte der Kategorie C fehlen zurzeit (Stand: 16. April 2024). Unter übrige Baudenkmäler sind geschützte Objekte zu finden, die im Bauinventar des Kantons Bern als «schützenswert» verzeichnet sind.

## Kulturgüter
| Foto |                                                              | Objekt                            | Kat. | Typ | Standort                               | Beschreibung |
| ---- | ------------------------------------------------------------ | --------------------------------- | ---- | --- | -------------------------------------- | --- |
| BW   | Datei hochladen · Wikidata zu Haus Perren-Gobeli (Q29675261) | Haus Perren-Gobeli KGS-Nr.: 01240 | B    | G   | Grodey, Byfanggasse 17 596950 / 150950 | 1672 erbautes traditionelles Mehrzweck-Bauernhaus in Mischbauweise. Das Stubengeschoss in Ständerbauweise über massivem Sockel mit Stubeneinbau besitzt eine rot-sschwarze Rautenbemalung auf den profilierten Fensterbänken. Die leicht vorkragende Gadenschwelle ist Teil einer breiten Ornamentzone mit aufgemalten Rauten- und Rankenfriesen, in der Gadenzone und im Giebelfeld sind Malereien mit Blumenmotiven, Ornamentscheiben und einer Jagdszene zu finden.   |
| ja   | Datei hochladen · Wikidata zu Reformierte Kirche (Q29675276) | Reformierte Kirche KGS-Nr.: 01241 | B    | G   | Ried, Kirchgasse 24 595825 / 152000    | Das bis ins 12. Jahrhundert zurückreichende Kirchengebäude mit Turm aus dem ersten Drittel des 15. Jahrhunderts ist eine romanische Saalkirche mit trapezförmigem Grundriss und Satteldach. Die heutige Gestaltung des Kirchenschiffs wird durch rundbogige Tür- und Fensteröffnungen aus dem späten 17. Jahrhundert bestimmt. Die südliche Schiffwand ist gegenüber dem Turm zurückgesetzt und durch Seitenportal und zwei flankierende Fenster symmetrisch gegliedert. |
| ja   | Datei hochladen · Wikidata zu Gasthof Adler (Q110443974)     | Gasthof Adler KGS-Nr.: 16794      | B    | G   | Lenkstrasse 64 596648 / 150870         | Gasthof Adler von 1831 |

## Übrige Baudenkmäler
Hinweis: Anstelle der KGS-Nummer wird als Objekt-Identifikator (ID) die Grundstücksnummer verwendet.
| ID         | Foto |                                                          | Objekt                                    | Typ | Standort                             | Beschreibung |
| ---------- | ---- | -------------------------------------------------------- | ----------------------------------------- | --- | ------------------------------------ | ------------ |
| 53         | BW   | Datei hochladen                                          | Bauernhaus (1706)                         | G   | Fermel 37, 37a 602090 / 152240       |              |
| 142        | BW   | Datei hochladen                                          | Ehemaliges Doppelbauernhaus (1610)        | G   | Ried 5, 6 596037 / 151990            |              |
| 161        | BW   | Datei hochladen                                          | Bauernhaus (1592)                         | G   | Würzackerstrasse 2 595933 / 152049   |              |
| 242        | BW   | Datei hochladen                                          | Bauernhaus (1633)                         | G   | Lenkstrasse 116 598464 / 149742      |              |
| 245        | BW   | Datei hochladen                                          | Bauernhaus (1. Viertel 19. Jh.)           | G   | Fermel 11 600429 / 152042            |              |
| 257        | BW   | Datei hochladen                                          | Ehemaliges Bauernhaus (1795)              | G   | Eggen 3a 599790 / 150163             |              |
| 284        | BW   | Datei hochladen                                          | Bauernhaus (18. Jh.)                      | G   | Dachbodenstrasse 18 597702 / 150884  |              |
| 338        | BW   | Datei hochladen                                          | Wohnhaus (1774)                           | G   | Fermel 36a 602034 / 152429           |              |
| 433        | BW   | Datei hochladen                                          | Hotel Stöckli (1904)                      | G   | Lenkstrasse 33 596181 / 151772       |              |
| 454        | BW   | Datei hochladen                                          | Ehemaliges Bauernhaus (1770)              | G   | Kirchgasse 27 595788 / 151921        |              |
| 460        | BW   | Datei hochladen                                          | Bauernhaus (1808)                         | G   | Würzackerstrasse 7 595857 / 152347   |              |
| 468        | BW   | Datei hochladen                                          | Bauernhaus (1. Hälfte 18. Jh.)            | G   | Schmittengässli 2 596659 / 150781    |              |
| 614        | BW   | Datei hochladen                                          | Bauernhaus (1849)                         | G   | Wydigasse 20 596771 / 151421         |              |
| 624        | BW   | Datei hochladen                                          | Bauernhaus (2. Hälfte 18. Jh.)            | G   | Bodengut 3 598249 / 148485           |              |
| 632        | BW   | Datei hochladen                                          | Ehemaliges Bauernhaus (1668)              | G   | Lenkstrasse 63 596674 / 150898       |              |
| 639        | BW   | Datei hochladen                                          | Bauernhaus (1589)                         | G   | Sagistrasse 10 595982 / 151684       |              |
| 805        | BW   | Datei hochladen                                          | Ehemaliges Bauernhaus (2. Hälfte 18. Jh.) | G   | Dorfstrasse 3 598661 / 149629        |              |
| 818        | BW   | Datei hochladen                                          | Bauernhaus (1831)                         | G   | Lenkstrasse 151 598893 / 149023      |              |
| 914        | BW   | Datei hochladen                                          | Bauernhaus (1654)                         | G   | Lenkstrasse 37 596251 / 151750       |              |
| 1000       | BW   | Datei hochladen                                          | Bauernhaus (1671)                         | G   | Byfanggasse 10 596858 / 150837       |              |
| 1041       | BW   | Datei hochladen                                          | Bauernhaus (Ende 17. Jh.)                 | G   | Fermel 12 600384 / 152040            |              |
| 1063       | BW   | Datei hochladen                                          | Bauernhaus (1801)                         | G   | Fermel 15 600734 / 152104            |              |
| 1121       | BW   | Datei hochladen                                          | Ehemaliges Bauernhaus (1610)              | G   | Byfanggasse 8 596828 / 150813        |              |
| 1153       | BW   | Datei hochladen                                          | Bauernhaus (1872)                         | G   | Oberstegstrasse 15 599679 / 149321   |              |
| 1179       | BW   | Datei hochladen                                          | Bauernhaus (1893)                         | G   | Lenkstrasse 93 597188 / 150526       |              |
| 1180       | BW   | Datei hochladen                                          | Scheune (1907)                            | G   | Lenkstrasse 96b 597413 / 150375      |              |
| 1270; 1400 | BW   | Datei hochladen                                          | Doppelbauernhaus (um 1675)                | G   | Lenkstrasse 115, 117 598514 / 149762 |              |
| 1296       | BW   | Datei hochladen                                          | Ehemaliges Bauernhaus (1810)              | G   | Fermel 29, 29a 601492 / 152375       |              |
| 1301       | BW   | Datei hochladen                                          | Bauernhaus (1761)                         | G   | Fermel 5 600091 / 151624             |              |
| 1317       | BW   | Datei hochladen                                          | Bauernhaus (1792)                         | G   | Fermelstrasse 22 598955 / 149718     |              |
| 1700       | BW   | Datei hochladen                                          | Ehemaliges Bauernhaus (1843)              | G   | Lenkstrasse 48 596483 / 151228       |              |
| 1803       | BW   | Datei hochladen                                          | Doppelbauernhaus (1627)                   | G   | Dorfstrasse 13 598748 / 149564       |              |
| 1936       | BW   | Datei hochladen                                          | Ehemaliges Bauernhaus (1. Hälfte 17. Jh.) | G   | Byfanggasse 12 596902 / 150876       |              |
| 1937       | BW   | Datei hochladen                                          | Bauernhaus (1789)                         | G   | Lenkstrasse 155 599138 / 148759      |              |
| 1953       | BW   | Datei hochladen                                          | Bauernhaus (1675)                         | G   | Haselacker 2 596450 / 151205         |              |
| 2254       | BW   | Datei hochladen                                          | Bauernhaus (16. Jh.)                      | G   | Grodeygasse 6 596669 / 150692        |              |
| 2279       | ja   | Datei hochladen · Wikidata zu Gasthof Adler (Q110443974) | Gasthof Adler (1831)                      | G   | Lenkstrasse 64 596648 / 150870       |              |
| 2306       | BW   | Datei hochladen                                          | Bauernhaus (Mitte 18. Jh.)                | G   | Albriststrasse 4 600266 / 149771     |              |